# 文秉
文秉（1609年—1669年），字蓀符，自號竹塢遺民，南直隸蘇州府長洲縣人，祖籍湖廣衡州府衡山縣。

## 生平
長洲諸生，江南四大才子之一文徵明玄孫，文震孟仲子，崇禎十一年（1638年）曾与黄宗羲等一百四十人联名上书《留都防乱公揭》，揭發阮大鋮等罪行。弟文乘，死于国难。明亡后，文秉自号为“竹坞遗民”，隐居竹塢，入清不仕，又搜討思陵遺事，撰成《烈皇小识》《先拨志始》《甲乙事案》《定陵注略》《前星野语》等书。隱居山中期間遭告密與抗清志士吳易有所來往而遭執送官，不屈而死。子文點。